# 海南苹婆
海南苹婆（学名：Sterculia hainanensis）为梧桐科苹婆属的植物，为中国的特有植物。分布在中国大陆的广东、海南、广西等地，常生长在山谷密林中，目前尚未由人工引种栽培。
其种加词“hainanensis”意为“海南的”。

## 别名
小苹婆（中国树木分类学）